# Fernando Birri

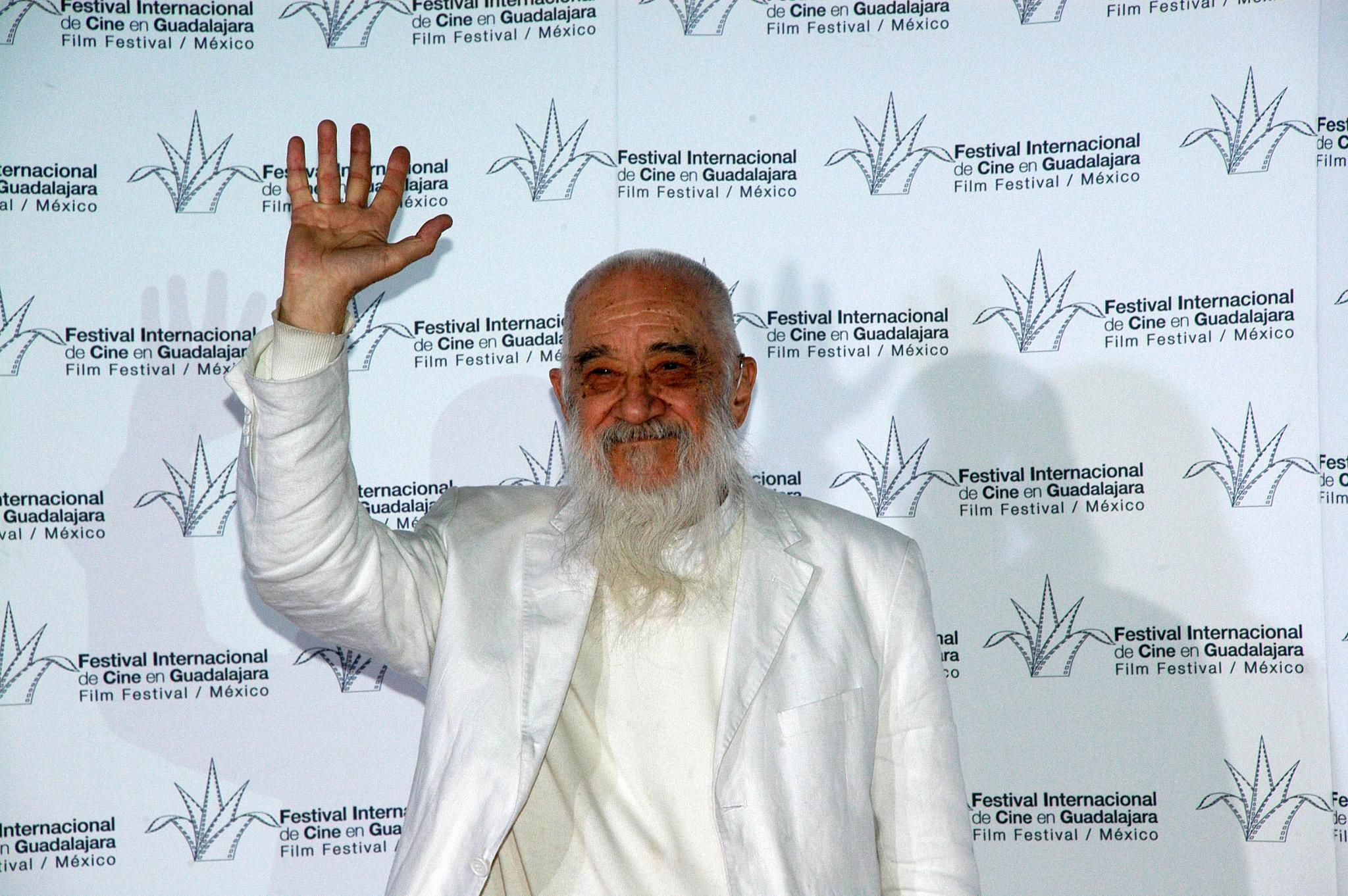
Fernando Birri

Fernando Birri (Santa Fe, 13 marzo 1925 – Roma, 27 dicembre 2017) è stato un regista cinematografico argentino, considerato il padre del nuovo cinema latino-americano.

## Biografia
Appassionato di cinema fin da ragazzo, a 20 anni fondò nella sua città natale il Cineclub Santa Fe. Successivamente cominciò a viaggiare per l'Europa per finire nel 1950 a Roma, dove due anni dopo si diplomò in regia dopo un tirocinio come aiuto di registi come Lizzani, De Sica e Maselli. Tornato a Santa Fe, nel 1958 fondò e diresse l'Instituto de Cinematografía de la Universidad Nacional del Litoral, promuovendo attraverso i suoi allievi un nuovo cinema popolare attraverso film su temi di interesse sociale. Dopo due cortometraggi su Buenos Aires, proprio in collaborazione con gli allievi della Universidad del Litoral realizzò un'inchiesta-racconto sulle borgate della sua città intitolata Tire dié, in cui traspare la significativa influenza che su di lui aveva avuto il neorealismo italiano.
Nel 1962 tentò il rinnovamento in senso sociale del cinema del suo Paese con Gli alluvionati (Los inundados), che fu premiato quale migliore opera prima alla Mostra del Cinema di Venezia e La pampa gringa, due film che suscitarono l'attenzione della critica internazionale ma che lo resero inviso ai produttori, così da costringerlo nuovamente al documentario e all'emigrazione. All'indomani della deposizione del presidente Frondizi ad opera di un colpo di stato militare, Birri si spostò in Brasile iniziando un film da un poema di Ferreira Gullar, João boa morte, che non riuscì a terminare perché anche il Brasile era caduto a sua volta sotto una dittatura. Di qui, dopo numerosi spostamenti nell'America Latina, tornò in Italia e realizzò come sceneggiatore e attore (nel ruolo del guerrigliero) Sierra Maestra (1969), opera prima di Ansano Giannarelli; per lui recitò ancora nel film Non ho tempo, girato due anni dopo e presentato anche in TV in una versione in tre puntate.
Nel 1979 Birri presentò ancora a Venezia Org, film di impianto onirico girato nel corso di dieci anni e realizzato con complicati effetti visivi e sonori. Sei anni dopo fu ancora a Venezia con Mi hijo el Che (1985) che ha come sottotitolo Un ritratto di famiglia di don Ernesto Guevara.
Nel 1986 a Cuba fondò, con Gabriel García Márquez, la Escuela Internacional de Cine y Televisión de San Antonio de los Baños, di cui fu direttore fino al 1991. Con lo stesso García Márquez lavorò alla sceneggiatura di Un signore molto vecchio con delle ali enormi (1988), tratto dall'omonimo racconto (Un señor muy viejo con unas alas enormes) dello scrittore colombiano. Per la televisione tedesca girò nel 1997 Che: ¿muerte de la utopia? sulla figura del guerrigliero argentino a trent'anni dalla sua morte e, nel 1998, El siglo del viento, ispirato a La memoria del fuego, opera dello scrittore uruguaiano Eduardo Galeano.
Nel 1999, tornato nella sua Santa Fe, diede vita alla Fundación Fernando Birri de Artes Multimediales, dedicata alla formazione di giovani artisti. Nel 2007 girò Elegía friulana, un omaggio al nonno Giovanni Battista Birri, mugnaio emigrato dal Friuli attorno al 1880 in Sudamerica per motivi politici, con  riprese effettuate a Santa Maria la Longa.
Nell'ottobre 2022 è stato realizzato un cofanetto che recupera in 8 DVD una filmografia quasi completa del regista.

## Filmografia

### Regista
- La primera fundación de Buenos Aires (cortometraggio - 1959)
- Buenos días, Buenos Aires (cortometraggio - 1959)
- Tire dié (cortometraggio documentaristico - 1960)
- Los inundados (1962)
- Che, Buenos Aires (documentario - 1962)
- La pampa gringa (1963)
- Org (1979)
- Rafael Alberti, un retrato del poeta (documentario - 1983)
- Rte.: Nicaragua (Carta al mundo) (1984)
- Mi hijo el Che - Un retrato de familia de don Ernesto Guevara (documentario - 1985)
- Un señor muy viejo con unas alas enormes (1988)
- Che, ¿muerte de una utopía? (documentario - 1997)
- Enredando sombras (documentario - 1998)
- El siglo del viento (documentario - 1998)
- ZA 05. Lo viejo y lo nuevo (documentario - 2006)
- Elegia friulana (documentario - 2007)
- El Fausto Criollo (2011)
- Decile a mamá que estamos todos bien (serie TV, 1 episodio - 2017)

### Sceneggiatore
- La primera fundación de Buenos Aires (cortometraggio - 1959)
- Tire dié (cortometraggio documentaristico - 1960)
- Los inundados (1962)
- Sierra Maestra (1969)
- Org (1979)
- Compañero Fernando (documentario - 1981)
- Rafael Alberti, un retrato del poeta (documentario - 1983)
- Mi hijo el Che - Un retrato de familia de don Ernesto Guevara (documentario - 1985)
- Un señor muy viejo con unas alas enormes (1988)
- El siglo del viento (documentario - 1999)
- Che: muerte de la utopia? (documentario - 1999)
- ZA 05. Lo viejo y lo nuevo (documentario - 2006)
- El Fausto Criollo (2011)
- Realidac (cortometraggio documentaristico - 2012)